# Bad Abbach
Bad Abbach este o comună-târg din districtul Kelheim, regiunea administrativă Bavaria Inferioară, landul Bavaria, Germania.
Se află la o altitudine de 371 m deasupra nivelului mării. Are o suprafață de 55,32 km² și 55,26 km². Populația este de 12.308 locuitori, determinată în 30 septembrie 2019, prin actualizare statistică[*].